# Karin Palgutová
Karin Palgutová est une joueuse slovaque de volley-ball née le 12 février 1993 à Bratislava (Slovaquie). Elle mesure 1,88 m et joue au poste de réceptionneuse-attaquante. Elle totalise 39 sélections en équipe de Slovaquie.

## Biographie
Elle remporte le Championnat de France 2021-2022 avec le Volero Le Cannet.
Lors de la saison 2023-2024 avec Levallois Paris, elle est sacrée championne de France après la double victoires de son équipe en finale des play-offs face à Nantes.

## Clubs
| Club                    | De        | À         |
| ----------------------- | --------- | --------- |
| ŠŠK Bilíková Bratislava | 2004-2005 | 2008-2009 |
| VK Doprastav Bratislava | 2009-2010 | 2011-2012 |
| St. John's University   | 2012-2013 | 2015-2016 |
| Volley Lugano           | 2016-2017 | 2016-2017 |
| Quimper Volley 29       | 2017-2018 | 2018-2019 |
| Vandœuvre Nancy VB      | 2019-2020 | 2020-2021 |
| Volero Le Cannet        | 2021-2022 | 2021-2022 |
| SF Paris Saint-Cloud    | 2022-2023 | en cours  |

## Palmarès

### Équipe nationale
- Ligue européenne
  - Finaliste : 2016.

### Clubs
- Championnat de Slovaquie
  - Vainqueur : 2012.
  - Finaliste : 2011.
- Coupe de Slovaquie
  - Vainqueur : 2011, 2012.
  - Finaliste : 2010.

- Championnat de France (2) :
  - Vainqueur en 2022, 2024.